# Сурепка обыкновенная
Суре́пка обыкнове́нная, или Сурепица обыкновенная (лат. Barbaréa vulgáris) — двулетнее травянистое растение; типовой вид рода Сурепка из семейства Капустные (Brassicaceae). Также встречается в литературе как Сурепица дуговидная по устаревшему синонимичному названию Barbarea arcuata. 
Распространена по всей Европе, в России — в европейской части и Западной Сибири; кроме того, была занесена в Северную Америку, Японию, Африку, Австралию и Новую Зеландию, таким образом превратившись в вид-космополит.

## Название
Существует несколько версий происхождения как научного латинского названия, так и русскоязычного.
Родовое название на латыни Barbarea - Трава Святой Варвары чаще всего связывают с именем святой Варвары (англ. Saint Barbara), которую считают покровительницей воинов (артиллеристов и ракетчиков), а также защитницей всех людей от внезапной и насильственной смерти. Предполагалось, что сурепка помогает при лечении ран, вызванных взрывами.
По другой версии название происходит от др.-греч. βάρβαρος (bárbaros) - "иноземный, варварский" со значением иноземная трава, подчеркивая происхождение растения из иных регионов, что было отражено III веке древнеримским ботаником-натуралистом Зеноном Младшим в книге «Barbarea».
Русскоязычные названия Сурепка и Сурепица по наиболее распространенной версии несут значение "сорняк, сорное растение" (ср. чеш. sveřep - обобщающее название сорных растений в посевах злаков; ст.‑слав. свhрhпица - сорняк; праславянское sveřepъ - сорное растение).
Альтернативной версией является происхождение названия от корня "репа" с префиксом "су-", отражающим частничное, неполное сходство, похожесть, так как цветы сурепки, как и многих других растений семейства капустных, идентичны цветам репы.
Видовой эпитет лат. vulgaris имеет значение "обыкновенный, обычный, распространенный". Русскоязычный вариант обыкновенная является смысловым переводом латинского. 

## Ботаническое описание

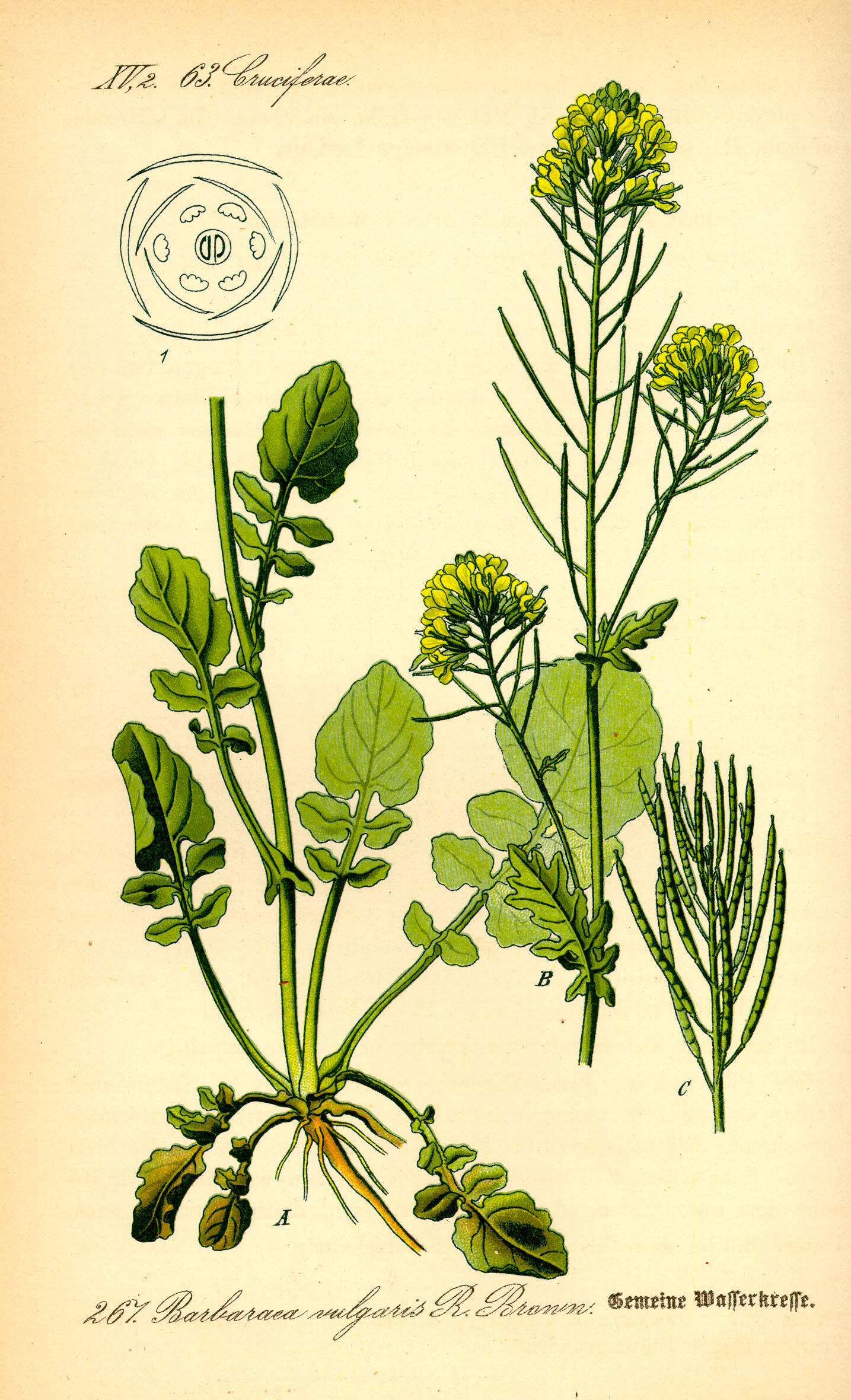
Сурепка обыкновенная.
Вверху слева — диаграмма цветка

Двулетнее, стержнекорневое растение высотой 30—80 см. Стебель высоковетвистый, голый или слегка пушистый.
Прикорневые и нижние стеблевые листья на черешках с двумя—четырьмя продолговатыми боковыми долями и крупной, у основания сердцевидной, тупо-выемчато-зубчатой верхушечной долей. Верхние стеблевые листья сидячие, цельные, от ланцетных до обратнояйцевидных, по краю зубчатые.
Соцветие — кисть, в начале цветения неразветвлённая. Цветки четырёхчленные с двойным околоцветником, обоеполые, золотисто-жёлтые. Лепестки длиной 5—7 мм, вдвое длиннее чашелистиков. В цветке шесть тычинок.
Пыльцевые зёрна трёхбороздные, шаровидной или эллипсоидальной формы. Длина полярной оси 18,7—22,4 мкм, экваториальный диаметр 18,7—20,4 мкм. В очертании с полюса округло-трёхлопастные, с экватора — округлые или эллиптические. Борозды шириной 5—7 мкм, длинные, с неровными краями и притупленными концами; мембрана борозд зернистая. Ширина мезокольпиума 11,9—14 мкм, диаметр апокольпиума 3—4 мкм. В центре мезокольпиума экзина имеет толщину 1,2—1,8 мкм, около борозд она утончена за счёт стерженькового слоя. Стерженьки тонкие, на мезокольпиумах, высотой 0,8—1 мкм, с мелкими, округлыми головками, диаметром 0,2—0,3 мкм. Расстояние между стерженьками 0,7—1,2 мкм. Подстилающий слой тонкий. Скульптура мелкосетчатая, сетка разноячеистая, наибольший диаметр ячеек 1 мкм, наименьший (на полюсах) — не превышает 0,4 мкм. Пыльца ярко-жёлтого цвета.

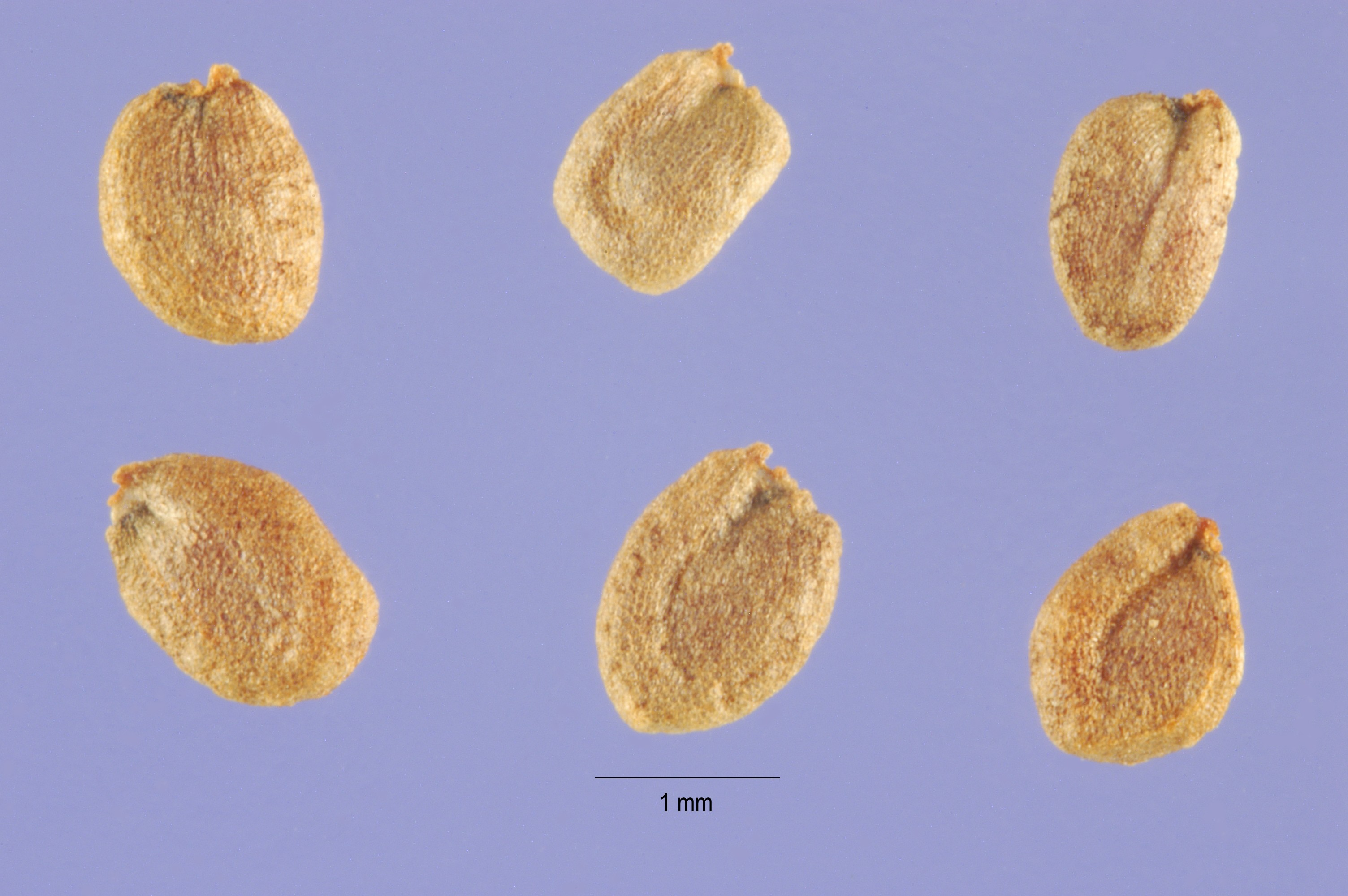
Семена сурепки обыкновенной

Плод — стручок, продолговато-линейный, округло-четырёхгранный, с коротким булавовидным носиком, двустворчатый, двугнёздный, многосемянный. Створки стручка соломенно-жёлтые, твёрдые, голые, с ясной средней и малозаметными боковыми жилками; поверхность их слабобугорчатая. Плодоножки короткие, изогнуто-отклонённые, косо вверх направленные. Стручки вскрываются продольно снизу вверх двумя щелями с образованием створок, отделяющихся от срединной продольной перегородки.
Семена овальные, сдавленные, серовато-коричневые со слабым блеском. Поверхность семян мелкобугорчатая.
Число хромосом 2n=16.

## Экология и жизненный цикл
Цветёт весной и ранним летом около месяца, плодоносит в июне—июле начиная со второго года вегетации. После периода плодоношения надземные части растения отмирают, новый цветущий и плодоносящий стебель развивается из корневой шейки каждую весну.
Размножается семенами и корневой порослью. Максимальная плодовитость — до 10 тыс. семян. Минимальная температура прорастания семян 6—8°С, максимальная — 38—40°С, оптимальная — 18—20°С. Семена прорастают быстро, летом, осенью и после перезимовки весной с глубины не более 4 см, лучше всего с глубины 0,5 см. В первый год жизни образуется только розетка листьев с хорошо развитым стержневым корнем, которая и перезимовывает.
Отношение к влаге и почвенному плодородию: мезофит, мезотроф. Может произрастать в условиях полутени.
Сорное растение преимущественно лесной зоны, на юге встречается реже, в местах избыточно увлажнённых. Как рудерал растёт на сырых лугах, вдоль рек, по лесным полянам, в зарослях кустарников, на вырубках, у дорог, по канавам, на залежах и мусорных местах. Сурепка обыкновенная обсеменяется уже в начале лета до уборки полевых культур и сильно засоряет почву.

## Химический состав

Синигрин

Растения содержат разные типы гликозидов. Некоторые виды растения токсичны для насекомых из-за того, что содержат сапонины. В сурепке обыкновенной, как и во многих других капустных, содержатся тиогликозиды типа синигрина, образующие при расщеплении горчичные масла, которые способны вызвать диарею и энтерит. Наибольшее накопление токсических веществ происходит в семенах. Доля эруковой кислоты в семенах сурепки обыкновенной составляет 28 %. Отравления происходят при скармливании животным зелёной массы или зерна с большой примесью семян сурепки.

## Значение и применение

### В сельском хозяйстве

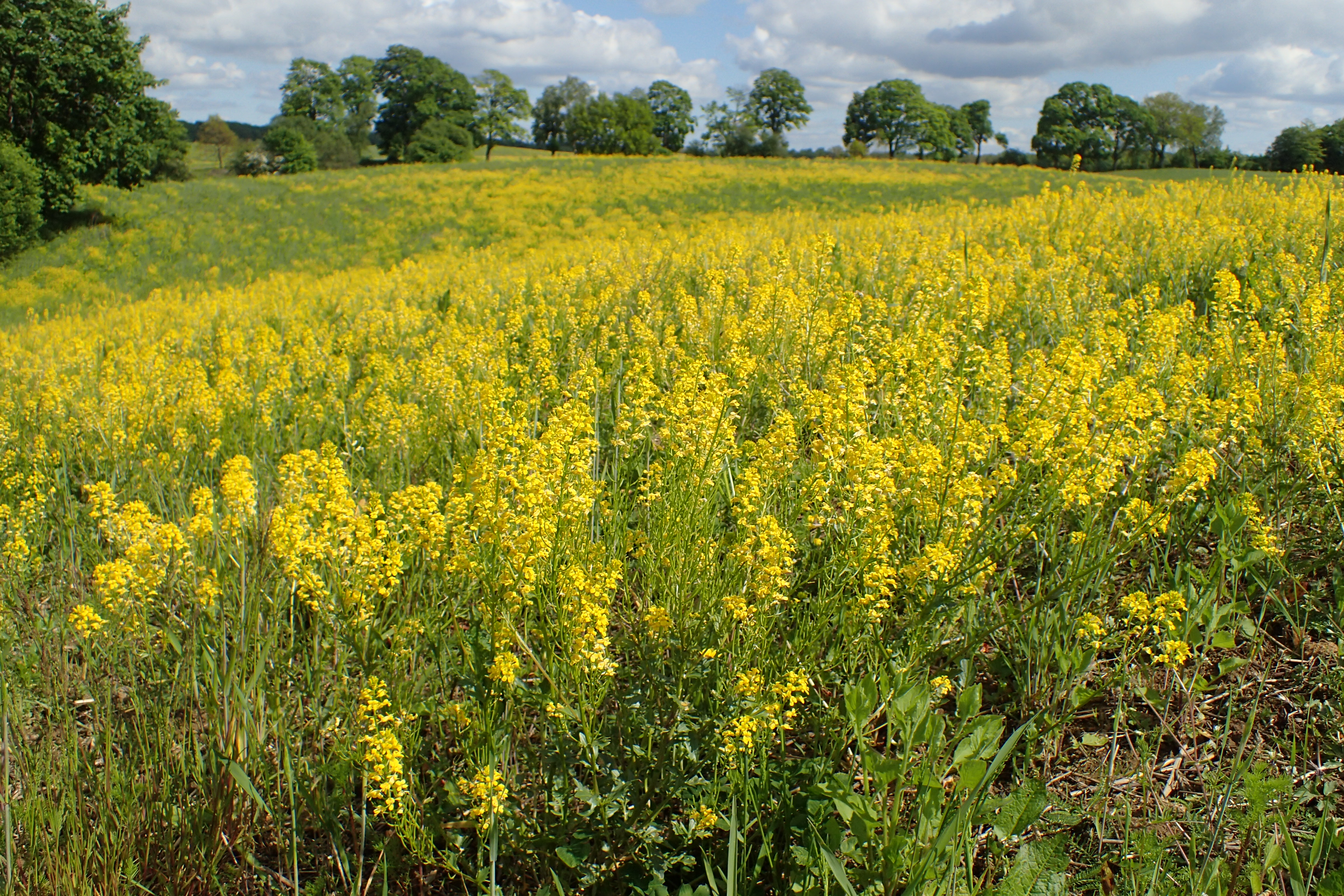
Цветущая сурепка в Польше

Сурепка обыкновенная засоряет посевы многолетних трав и озимых зерновых, огороды, сады, реже посевы яровых зерновых и пропашных культур. Особенно обильно разрастается на плохо обрабатываемых паровых полях на глинистых почвах. Защитные мероприятия: низкое подкашивание сорняка в период массового цветения в посевах многолетних трав, осенью — мелкая вспашка, предпосевное боронование и культивация. На ранних фазах роста Сурепка обыкновенная чувствительна к большинству гербицидов. В посевах многолетних трав эффективен 2М-4ХМ.
Из-за содержащихся в семенах веществ растение может быть опасно для крупного рогатого скота, лошадей и домашней птицы.
Сурепка обыкновенная — медоносное растение. Цветёт весной и ранним летом около месяца, давая пчёлам много нектара и пыльцы. Мёдопродуктивность сплошных массивов достигает 40—50 кг/га (по другим данным, до 30 кг в пересчёте на 1 га сплошного травостоя). Мёд зеленовато-жёлтый, обладает приятным, но слабым ароматом. Мёд сурепки обыкновенной (как и других капустных) отличается повышенным содержанием глюкозы, что вызывает его быструю кристаллизацию. Это делает его непригодным для зимовки пчёл.

### В медицине
Сурепка обыкновенная применяется как лекарственное растение. С лечебными целями собирают надземные части растения. Её листья богаты аскорбиновой кислотой, а семена — тиогликозидами. Сурепка обыкновенная обладает ранозаживляющим и мочегонным действием, возбуждает аппетит. Применяется как противоцинготное средство.
В качестве лекарственного сырья используются стебли, листья и соцветия, которые заготавливаются во время цветения. Сушат их в тени, на чердаках, верандах, в хорошо проветриваемых помещениях. Хранят в бумажных мешках или деревянных коробках. Срок хранения — 1 год.

### В кулинарии
Из зелёных частей сурепки обыкновенной готовят суп, пюре, гарниры. Применяют в кулинарии преимущественно молодые листья и нераспустившиеся соцветия сурепки. Её листья по вкусу немного напоминают горчицу. Использовать сурепку обыкновенную в пищу нужно с осторожностью, не забывая, что она содержит вещества, которые в больших количествах могут вызвать отравление.
Как пищевое растение сурепка обыкновенная особенно популярна в США и Канаде.

### В цветоводстве
Декоративные формы сурепки обыкновенной используются в цветоводстве: Barbarea vulgaris arcuata, Barbarea vulgaris 'Flore Pleno', Barbarea vulgaris var. hirsuta (Herb-Barbaras), Barbarea vulgaris 'Variegata' ('Пёстрая') (St. Barbaras Herb), Barbarea vulgaris 'Variegated Winter' (Upland Cress), Barbarea vulgaris 'Variegated Winter Cream' и др.

## Классификация

### Таксономия[16]
Barbarea vulgaris W.T.Aiton, 1812,  Hortus Kew. 4: 109
Вид Сурепка обыкновенная относится к роду Сурепка  (Barbarea) семейства Капустные (Brassicaceae) порядка Капустоцветные (Brassicales). Кладограмма в соответствии с Системой APG IV по состоянию на июнь 2023 года:
|  |                                      |  |                                   |                                   |                     |  | ещё 16 семейств | ещё 16 семейств |                      |  |                        |  | еще 30 подтвержденных видов и 8 таксонов, ожидающих подтверждения | еще 30 подтвержденных видов и 8 таксонов, ожидающих подтверждения |  |
|  |                                      |  |                                   |                                   |                     |  | ещё 16 семейств | ещё 16 семейств |                      |  |                        |  | еще 30 подтвержденных видов и 8 таксонов, ожидающих подтверждения | еще 30 подтвержденных видов и 8 таксонов, ожидающих подтверждения |  |
|  |                                      |  |                                   | порядок Капустоцветные            |                     |  |                 |                 | род Сурепка          |  |                        |  |                                                                   |                                                                   |  |
|  |                                      |  |                                   | порядок Капустоцветные            |                     |  |                 |                 | род Сурепка          |  | 1 внутривидовой таксон |  |                                                                   |                                                                   |  |
|  | отдел Цветковые, или Покрытосеменные |  |                                   |                                   | семейство Капустные |  |                 |                 | Сурепка обыкновенная |  |                        |  |                                                                   |                                                                   |  |
|  | отдел Цветковые, или Покрытосеменные |  |                                   |                                   |                     |  |                 |                 |                      |  |                        |  |                                                                   |                                                                   |  |
|  |                                      |  | ещё 63 порядка цветковых растений | ещё 63 порядка цветковых растений |                     |  |                 | ещё 354 рода    | ещё 354 рода         |  |                        |  |                                                                   |                                                                   |  |
|  |                                      |  |                                   | ещё 63 порядка цветковых растений |                     |  |                 |                 | ещё 354 рода         |  |                        |  |                                                                   |                                                                   |  |

### Внутривидовые таксоны
- Barbarea vulgaris subsp. arcuata (Opiz ex J.Presl & C.Presl) Čelak

### Синонимы
- Arabis barbarea  Bernh.
- Barbarea abortiva  Hausskn.
- Barbarea altaica  Andrz. ex  Steud.
- Barbarea arcuata  Andrz. ex  DC.
- Barbarea arcuata f. brachycarpa  (Rouy &  Fouc.)  Kuusk
- Barbarea arcuata f. pubescens  (N.Busch)  Kuusk
- Barbarea arcuata var. pubescens  Busch
- Barbarea augustana  Boiss.
- Barbarea barbarea  MacMill.
- Barbarea barbarea subsp. brachycarpa  (Rouy &  Foucaud) Piper
- Barbarea barbarea var. longisiliquosa  Farw.
- Barbarea hirsuta  Weihe
- Barbarea iberica  DC.
- Barbarea kayserii  Schur
- Barbarea linnaei  Spenn.
- Barbarea lyrata  Asch.
- Barbarea macrophylla  Halácsy
- Barbarea pyrenaica  Jord.
- Barbarea rivularis  Martrin-Donos
- Barbarea rivularis  Pančić
- Barbarea rupestris  Steud.
- Barbarea sicula  Gren. &  Godr.
- Barbarea stolonifera  Pomel
- Barbarea stricta  Willk.
- Barbarea sylvestris  Jord.
- Barbarea vicina  Martrin-Donos
- Barbarea vulgaris f. hirsuta  (Weihe)  Fernald
- Barbarea vulgaris f. plena  Fernald
- Barbarea vulgaris f. vulgaris  –
- Barbarea vulgaris subsp. arcuata  Čelak.
- Barbarea vulgaris subsp. vulgaris  –
- Barbarea vulgaris var. arcuata  (Opiz ex  J.Presl &  C.Presl)  Fr.
- Barbarea vulgaris var. brachycarpa  Rouy &  Foucaud
- Barbarea vulgaris var. gracilis  DC.
- Barbarea vulgaris var. hirsuta  Fernald
- Barbarea vulgaris var. longisiliquosa  Carion
- Barbarea vulgaris var. macrophylla  Halácsy
- Barbarea vulgaris var. sylvestris  Fr.
- Barbarea vulgaris var. taurica  (DC.)  Hook.f. &  T.Anderson
- Barbarea vulgaris var. vulgaris  –
- Campe barbarea  W.Wight
- Campe barbarea var. hirsuta  House
- Campe rivularis  A.Heller
- Campe vulgaris  Dulac
- Crucifera barbaraea  E.H.L.Krause
- Eruca barbarea  Lam.
- Erysimum barbarea  L.
- Erysimum lucidum  Salisb.
- Erysimum lyratum  Gilib.
- Erysimum lyrifolium  Stokes
- Sisymbrium barbarea  Garsault